# Ton Despotin
Ton Despotin je aklamacija koju pjeva kantor ili zbor u čast biskupa kada daje blagoslov u istočnim pravoslavnim i istočnim katoličkim Crkvama. Iako se Božanska liturgija može pjevati na bilo kojem jeziku, Ton Despotin se gotovo uvijek pjeva na izvornom grčkom.
- "Τόν Δesπότην καὶ Ἀρχιερέα ἡμῶν, Κύριε φύλαττε· εἰς πολλὰ ἔτη, Δέσποτα."
- Ton Despotin ke Arkhierea imon, Kirie filate, is polla eti, Despota.

Hrvatski prijevod bi glasio:
- Zaštiti, Gospodine, našeg Učitelja i Velikog Svećenika. Na brojna ljetna Vama Učitelju.

Posljednji izraz Eis pollá étē, Déspota pjeva se tri puta, svaki put s progresivno sve razrađenijim ukrasima.
Postoji više glazbenih postavki za himan, koje se grubo mogu podijeliti na jednostavne i složene, a svaka se koristi u različitim trenucima tijekom bogoslužja. Često se pjeva Ton Despótēn dok biskup, odjeven u punu odjeću, stoji na orlecu i blagoslivlja svoje stado dikirionom i trikirionom.
Skraćeni oblik, koji se sastoji samo od običnog pjevanja Is pollá eti, Déspota tri puta, koristi se kod manje svečanih blagoslova.

## Vanjske poveznice
- Τον Δεσπότην και Αρχιερέα chanted when the Bishop venerates the icons. Analogion
- Ton Despotin glazbena psotavka (Zapad)
- Ton Despotin  Arhivirana inačica izvorne stranice od 1. listopada 2015. (Wayback Machine) Grčki i engleski tekst.